# 圆叶蜡瓣花
圆叶蜡瓣花（学名：Corylopsis rotundifolia），为金缕梅科蜡瓣花属下的一个植物种。